# Канджано, Джанмарко
Джанмарко Канджано (итал. Gianmarco Cangiano; родился 16 ноября 2001, Неаполь) — итальянский футболист, нападающий клуба итальянской Серии A «Болонья».

## Клубная карьера
Уроженец Неаполя, в детстве переехал с семьёй в Рим, где и начал свою футбольную карьеру в молодёжной академии «Ромы». В июле 2019 года перешёл в «Болонью». 22 июня 2020 года дебютировал в основном составе «Болоньи» в матче итальянской Серии A против «Ювентуса», выйдя на замену Николе Сансоне.

## Карьера в сборной
Выступал за сборные Италии до 18 и до 19 лет.